# Inyan
Inyan  (Iya), Inyan je iskonski duh kamena u mitologiji Lakota i Dakota. Ponekad je poznat i kao Tunkashila ili Tunka, "djed". Inyan često predstavlja tradicionalne načine, pravdu i zemlju. Zabilježene su neke legende Dakota Siouxa u kojima se kaže da je otac varalice Ikto'mija, ali to su neobične priče i Inyan se obično ne personificira u mitologiji Siouxa.
Postoje i neke priče koje tvrde da je Inyan dobar bog stijene, dok je Iya zao bog stijene. To definitivno nije točno. Inyan i Iya potpuno su isto ime-- koje doslovno znači "Stijena"-- napisano u dvije različite Sioux ortografije. Kao i svi sveti duhovi prirode u mitologiji Lakota i Dakota, Inyan nije ni dobar ni zao... on jednostavno ono što jest.